# اوجاکله
اوجا کله، روستایی است از توابع بخش مرکزی شهرستان چالوس در استان مازندران ایران.

## جمعیت
این روستا در دهستان کلارستاق غربی قرار دارد و براساس سرشماری مرکز آمار ایران در سال ۱۳۸۵، جمعیت آن ۳۸۲ نفر (۱۱۳خانوار) بوده‌است. مردم اوجا کله از قومیت طبری هستند. مردم اوجا کله به زبان طبری با گویش چالوسی سخن می‌گویند.